# 100 m stylem klasycznym
100 m stylem klasycznym – konkurencja należąca do krótkich dystansów w tym stylu. Jest rozgrywana na igrzyskach olimpijskich.

## Mistrzostwa Polski
Obecny mistrz Polski:
- Jan Kozakiewicz (2021)[1]

Obecna mistrzyni Polski:
- Dominika Sztandera (2021)[2]

## Mistrzostwa świata(basen 50 m)
Obecny mistrz świata:
- Nicolò Martinenghi (2022)

Obecna mistrzyni świata:
- Benedetta Pilato (2022)

## Mistrzostwa świata(basen 25 m)
Obecny mistrz świata:
- Ilja Szymanowicz (2021)

Obecna mistrzyni świata:
- Tang Qianting (2021)

## Mistrzostwa Europy
Obecny mistrz Europy:
- Adam Peaty (2021)

Obecna mistrzyni Europy:
- Sophie Hansson (2021)

## Letnie igrzyska olimpijskie
Obecny mistrz olimpijski:
- Adam Peaty (2021)

Obecna mistrzyni olimpijska:
- Lydia Jacoby (2021)

## Rekordy świata, Europy i Polski (basen 50 m)
|           | Imię i nazwisko    | Czas    | Miejsce ustanowienia       | Data          |         |         |
| Kobiety   | Kobiety            | Kobiety | Kobiety                    | Kobiety       | Kobiety | Kobiety |
| --------- | ------------------ | ------- | -------------------------- | ------------- | ------- | ------- |
| WR        | Lilly King         | 1:04,13 | Budapeszt (Węgry)          | 25 lipca 2017 |         |         |
| ER        | Rūta Meilutytė     | 1:04,35 | Barcelona (Hiszpania)      | 29 lipca 2013 |         |         |
| RP        | Dominika Sztandera | 1:06,24 | Fukuoka (Japonia)          | 24 lipca 2023 |         |         |
| Mężczyźni |                    |         |                            |               |         |         |
| WR        | Adam Peaty         | 56,88   | Gwangju (Korea Południowa) | 21 lipca 2019 |         |         |
| ER        | Adam Peaty         | 56,88   | Gwangju (Korea Południowa) | 21 lipca 2019 |         |         |
| RP        | Marcin Stolarski   | 1:00,24 | Szczecin (Polska)          | 30 maja 2016  |         |         |

## Rekordy świata, Europy i Polski (basen 25 m)
|           | Imię i nazwisko    | Czas     | Miejsce ustanowienia | Data                 |         |         |
| Kobiety   | Kobiety            | Kobiety  | Kobiety              | Kobiety              | Kobiety | Kobiety |
| --------- | ------------------ | -------- | -------------------- | -------------------- | ------- | ------- |
| WR        | Rūta Meilutytė     | 1:02,36  | Moskwa (Rosja)       | 12 października 2013 |         |         |
| WR        | Alia Atkinson      | =1:02,36 | Doha (Katar)         | 6 grudnia 2014       |         |         |
| WR        | Alia Atkinson      | =1:02,36 | Doha (Katar)         | 26 sierpnia 2016     |         |         |
| ER        | Rūta Meilutytė     | 1:02,36  | Moskwa (Rosja)       | 12 października 2013 |         |         |
| RP        | Dominika Sztandera | 1:04,01  | Olsztyn (Polska)     | 17 grudnia 2020      |         |         |
| Mężczyźni |                    |          |                      |                      |         |         |
| WR        | Ilja Szymanowicz   | 55,28    | Eindhoven (Holandia) | 26 listopada 2021    |         |         |
| ER        | Ilja Szymanowicz   | 55,28    | Eindhoven (Holandia) | 26 listopada 2021    |         |         |
| RP        | Jan Kałusowski     | 58,10    | Olsztyn (Polska)     | 17 grudnia 2020      |         |         |